# Eljárás felfüggesztése
Az eljárás felfüggesztése a különböző eljárásjogokban használt szakkifejezés. Különbözik az megszüntetésétől illetve eljárás szünetelésétől.
Lényege: A határozathozatalhoz szükséges előzetes kérdés más szerv által történő elbírálásáig az eljáró szerv az eljárást felfüggeszti. 
Más szavakkal: amennyiben "A" ügyben való döntés függ egy másik, "B" ügyben való döntés eredményétől, akkor az "A" ügyet nem zárják le, hanem megvárják, amíg a "B" ügyben döntés születik. Miután megszületik a végleges döntés a "B" ügyben, az "A" ügyet folytatják, és - a szükséges mértékben - figyelembe veszik a "B" ügyben hozott döntést.
Vannak kérdések, amelyeknél a felfüggesztés nem kötelező, azonban az eljáró szerv az eljárást felfüggesztheti. Például a szabálysértési hatóság az eljárást felfüggesztheti előzetes kérdés más szerv által történő elbírálásáig vagy az ismert elkövető távollétének megszűnéséig.

## A büntetőeljárásban
A büntetőeljárásban a felfüggesztés szabályairól a 2017. évi XC. törvény LXII. fejezete rendelkezik.

## A polgári eljárásban
A 2016. évi CXXX. törvény rendelkezik az eljárás felfüggesztéséről illetve a végrehajtás felfüggesztéséről.

## A szabálysértési eljárásban
A 2012. évi szabálysértési törvény 82. §-a rendelkezik a szabálysértési eljárás felfüggesztéséről.
A szabálysértési eljárást - határozatban - fel kell függeszteni, ha
a) az ügy érdemi elbírálása olyan előzetes kérdés eldöntésétől függ, amelyben a döntés más szerv hatáskörébe tartozik,
b) az eljárás alá vont személy ismeretlen helyen vagy külföldön tartózkodik és távollétében az ügy érdemi elbírálása nem lehetséges,
c) a szabálysértési hatóság vagy a bíróság az ügyet közvetítői eljárásra utalja,
d) az eljárás alá vont személy tartós, súlyos betegsége vagy a szabálysértés elkövetése után bekövetkezett elmebetegsége miatt az eljárásban nem vehet részt.
A bíróság az eljárást hivatalból vagy indítványra felfüggeszti és az Alkotmánybíróság eljárását kezdeményezi, ha az ügy elbírálása során olyan jogszabályt vagy közjogi szervezetszabályozó eszközt, illetve jogegységi határozatot kell alkalmazni, amelynek alaptörvény-ellenességét vagy nemzetközi szerződésbe ütközését észleli.
Ha az eljárás felfüggesztését követően az eljárás alá vont személy lakó-, illetve tartózkodási helye ismertté válik, az elévülési időn belül az eljárás folytatásának van helye.
A szabálysértési hatóság vagy a bíróság az (1) bekezdés c) pontja alapján elrendelt felfüggesztés időtartamát legfeljebb 30 nappal meghosszabbítja, ha annak szükségességéről a közvetítő a 82/H. § (6) bekezdése szerint értesítette.
Ha az eljárásnak az (1) bekezdés c) pontja alapján elrendelt felfüggesztése során a közvetítő a közvetítői eljárás eredménytelen lezárásáról tájékoztatja a szabálysértési hatóságot vagy a bíróságot, az eljárást folytatni kell.
Az eljárás felfüggesztésének ideje az elévülés tartamába nem számít be, azonban a cselekmény elkövetésétől számított 2 év elteltével a rendelkezésre álló adatok alapján be kell fejezni az eljárást.
A szabálysértési eljárást felfüggesztő határozat ellen nincs helye jogorvoslatnak.